# José Luis Romero Robledo
|  | Aquest article tracta sobre un futbolista espanyol. Si cerqueu un historiador argentí, vegeu «José Luis Romero». |

José Luis Romero Robledo (Madrid, 5 de gener de 1945) és un exfutbolista i entrenador de futbol madrileny.

## Carrera esportiva
Com a jugador milita a les files de la Palma CF i del CP Villarrobledo abans de debutar a primera divisió amb el CE Sabadell. Va estar cedit dues temporades en el Xerez CD, amb el qual va aconseguir l'ascens a Segona Divisió en la temporada 1966/67. Al seu retorn a Sabadell, forma part de l'equip que culmina la millor temporada de la història d'aquest club, quedant quart en lliga i aconseguint la Classificació a la Copa de Fires.
Va ser fitxat pel Futbol Club Barcelona el 16 de juny de 1970, club on milita fins a l'any 1972, formant part de l'equip que aconsegueix la Copa del Generalíssim del 1971 i que es va adjudicar la Copa de Campions de Fires aquell any, tot i que no jugà cap de les dues finals. Després fitxa pel RCD Espanyol i posteriorment pel Burgos. Acaba retirant-se a laUE Sant Andreu.
Després d'abandonar la pràctica del futbol s'integrà en l'equip tècnic del Barcelona de la mà de Lucien Müller la temporada 1978/79, formant part de l'estructura tècnica del primer equip que va aconseguir la primera Recopa d'Europa (1979).
Entrenà el CE Sabadell la temporada 1980/81 i posteriorment torna al FC Barcelona com a segon entrenador d'Udo Lattek. Quan el mes de març de 1983 el tècnic alemany fou destituït, dirigí el primer equip en un partit de Lliga disputat a l'Estadio Helmántico davant el UD Salamanca. Després va entrenar l'FC Barcelona Atlètic i més tard els equips de Segona Divisió Reial Oviedo i una altra vegada al CE Sabadell. Tornà de nou a primera divisió per entrenar el Logroñés, Betis, Cadis i Atlètic de Madrid. Posteriorment es va fer càrrec de dos clàssics del futbol català, del Sabadell per tercera vegada i del Gimnàstic de Tarragona.

## Clubs

### Com a jugador
- La Palma CF
- Sevilla Juvenil
- La Palma CF
- CP Villarrobledo - 1964 - 1965
- Centre d'Esports Sabadell - 1965 - 1966 i 1968 - 1970
- Xerez CD - 1966 - 1968
- Futbol Club Barcelona - 1970 - 1972
- Reial Club Esportiu Espanyol - 1972 - 1975
- Burgos Club de Futbol - 1975 - 1976
- Unió Esportiva Sant Andreu - 1976 - 1977

### Com a entrenador
Clubs destacats
- Centre d'Esports Sabadell - 1980 - 1981, 1988 - 1989 i 1994 - 1995[2]
- Futbol Club Barcelona - 1983
- Barcelona Atlètic 1983/84
- Reial Oviedo - Temporades 1984/85 i 1985/86
- Club Deportivo Logroñés - 1989 - 1990
- Real Betis Balompié - Temporada 1990/91[3]
- Cadis Club de Futbol
- Club Atlético de Madrid - 1994[4]
- Gimnàstic de Tarragona

## Palmarès com a jugador
- 1 Copa del Generalíssim 1970/71
- 1 Copa de campions de Fires 1971